# Адроміскус
Адроміскус (Adromischus L.) — рід багаторічних сукулентних рослин з родини товстолистових.

## Етимологія

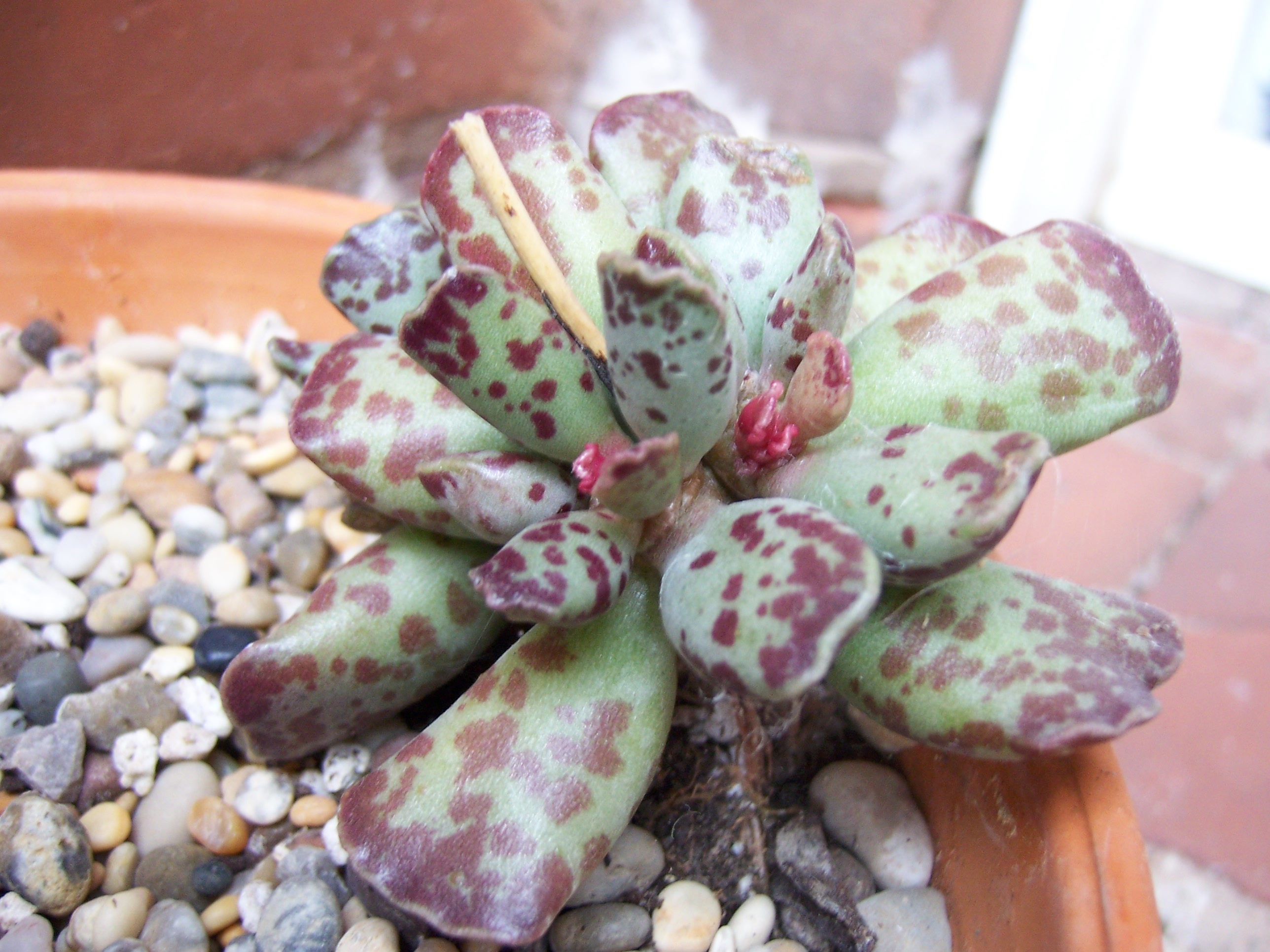
Адроміскус Купера (Adromischus cooperi)

Назва походить від давньогрецького: дав.-гр. ἁδρός, трансліт. адрос — «товстий» і дав.-гр. μίσχος, трансліт. міскос — «стебло».

## Загальна біоморфологічна характеристика
Більшість видів має короткі, не більше 5 см заввишки стебла. Листки м'ясисті, 1,5 — 7,5 см завдовжки, різноманітних форм, бувають однотонними або плямистими з рівними або хвилястими краями, з гладенькою або шершавою поверхнею. Листки розміщені чергово, на верхівці зібрані в розетку. Квітки маленькі, п'ятичленні, зібрані в рихлі або пониклі суцвіття. Забарвлення квіток біле або рожеве, зрідка фіолетове.

## Поширення
Ареал адроміскусів охоплює Південну Африку (ПАР, Намібія), де вони є ендемічними рослинами. Зростають на піщаних або кам'янистих ґрунтах.

## Види
За даними сайту The Plant List рід Adromischus налічує 30 видів.
- Adromischus alstonii (Schönland & E.G.Baker) C.A.Sm.
- Adromischus bicolor Hutchison
- Adromischus caryophyllaceus (Burm.f.) Lem.
- Adromischus coleorum G.Will.
- Adromischus cooperi (Baker) A.Berger
- Adromischus cristatus (Haw.) Lem.
- Adromischus diabolicus Toelken
- Adromischus fallax Toelken
- Adromischus filicaulis (Eckl. & Zeyh.) C.A.Sm.
- Adromischus hemisphaericus (L.) Lem.
- Adromischus humilis (Mart.) Poelln.
- Adromischus inamoenus Toelken
- Adromischus leucophyllus Uitewaal
- Adromischus liebenbergii Hutchison
- Adromischus maculatus (Salm-Dyck) Lem.
- Adromischus mammillaris (L.f.) Lem.
- Adromischus marianae (Marloth) A.Berger
- Adromischus maximus Hutchison
- Adromischus montium-klinghardtii Berger
- Adromischus montium-klinghardtii (Dinter) A.Berger
- Adromischus nanus (N.E.Br.) Poelln.
- Adromischus phillipsiae (Marloth) Poelln.
- Adromischus roaneanus Uitewaal
- Adromischus schuldtianus (Poelln.) H.E.Moore
- Adromischus sphenophyllus C.A.Sm.
- Adromischus subdistichus Makin ex Bruyns
- Adromischus subviridis Toelken
- Adromischus triflorus (L.f.) A.Berger
- Adromischus trigynus (Burch.) Poelln.
- Adromischus umbraticola C.A.Sm.

## Вирощування в культурі
Основні вимоги:

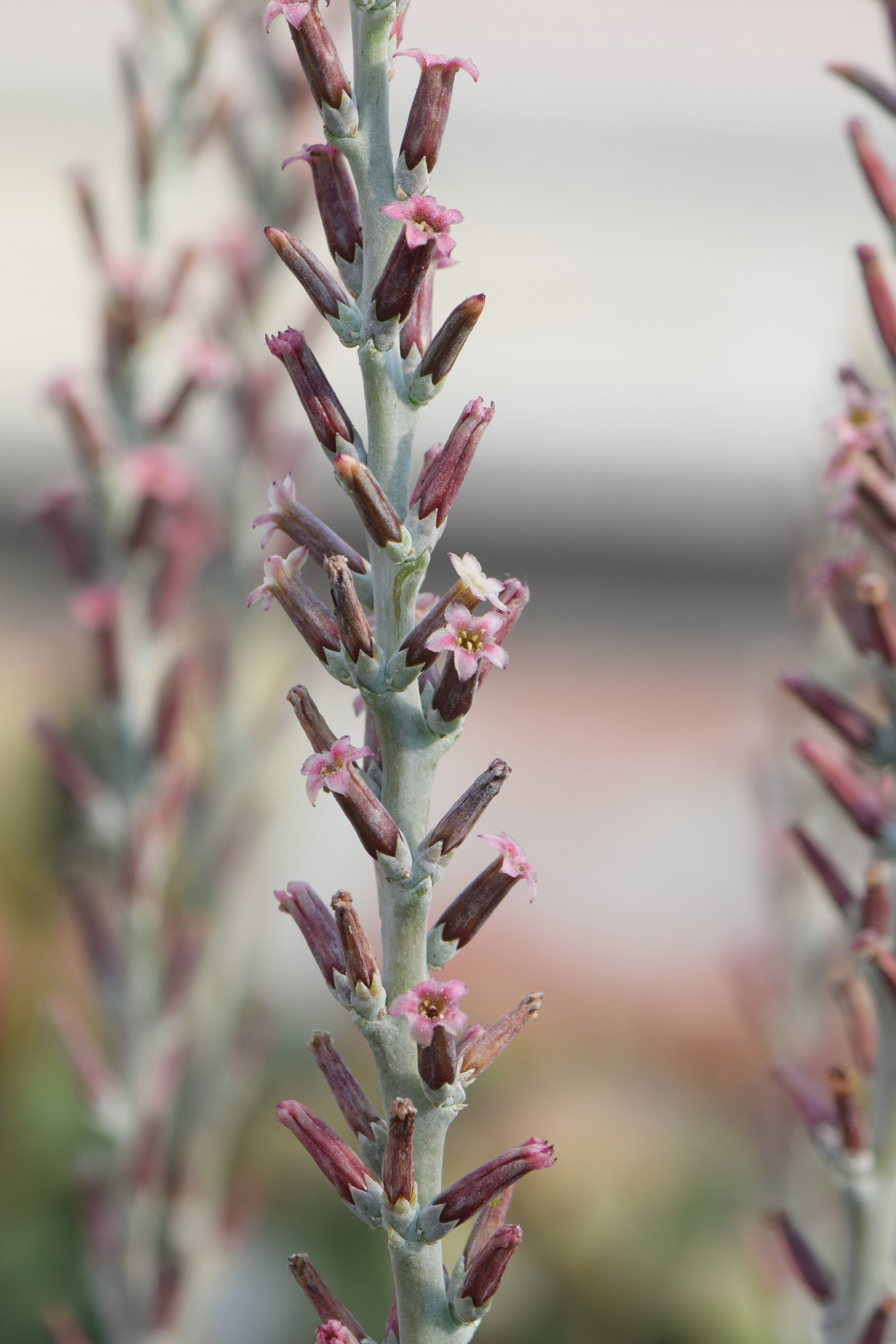
Квітконос Адроміскуса

- Добре дренована соковита ґрунтова суміш.
- Маленькі горщики, оскільки це компактні маленькі рослини.
- Багато сонця та світла, із захистом від різкого післяобіднього сонця.
- Полив з весни до осені, але тільки тоді, коли ґрунт добре просохне між поливами.
- Утримання в сухому та захищеному від холоду місці взимку, температура 10 — 12 °C.

Розмножують насінням, або живцями.
Колекція Ботанічного саду імені академіка Олександра Фоміна в Києві на початку 2000-х років була представлена 5 видами.

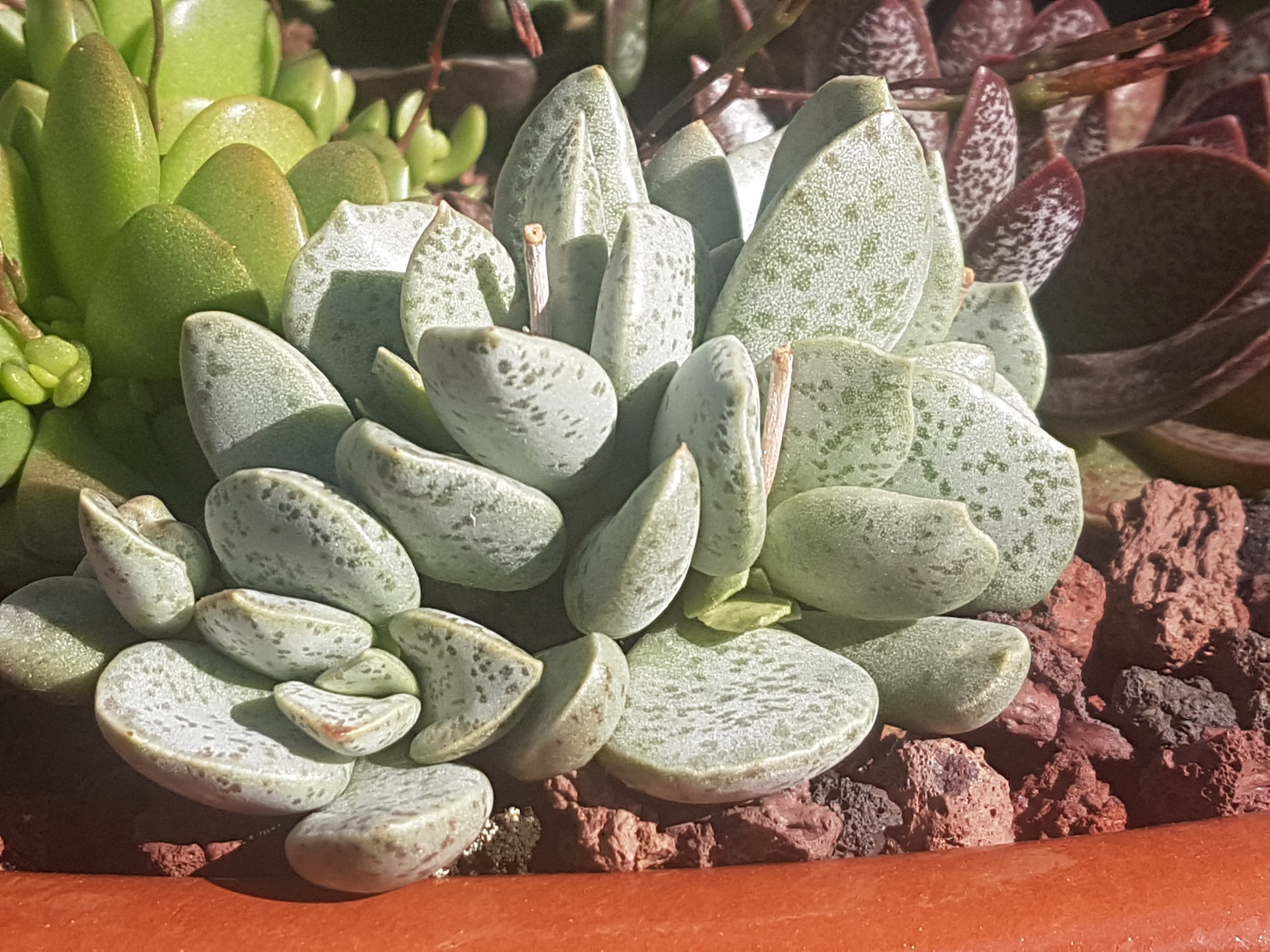
Adromischus alstonii
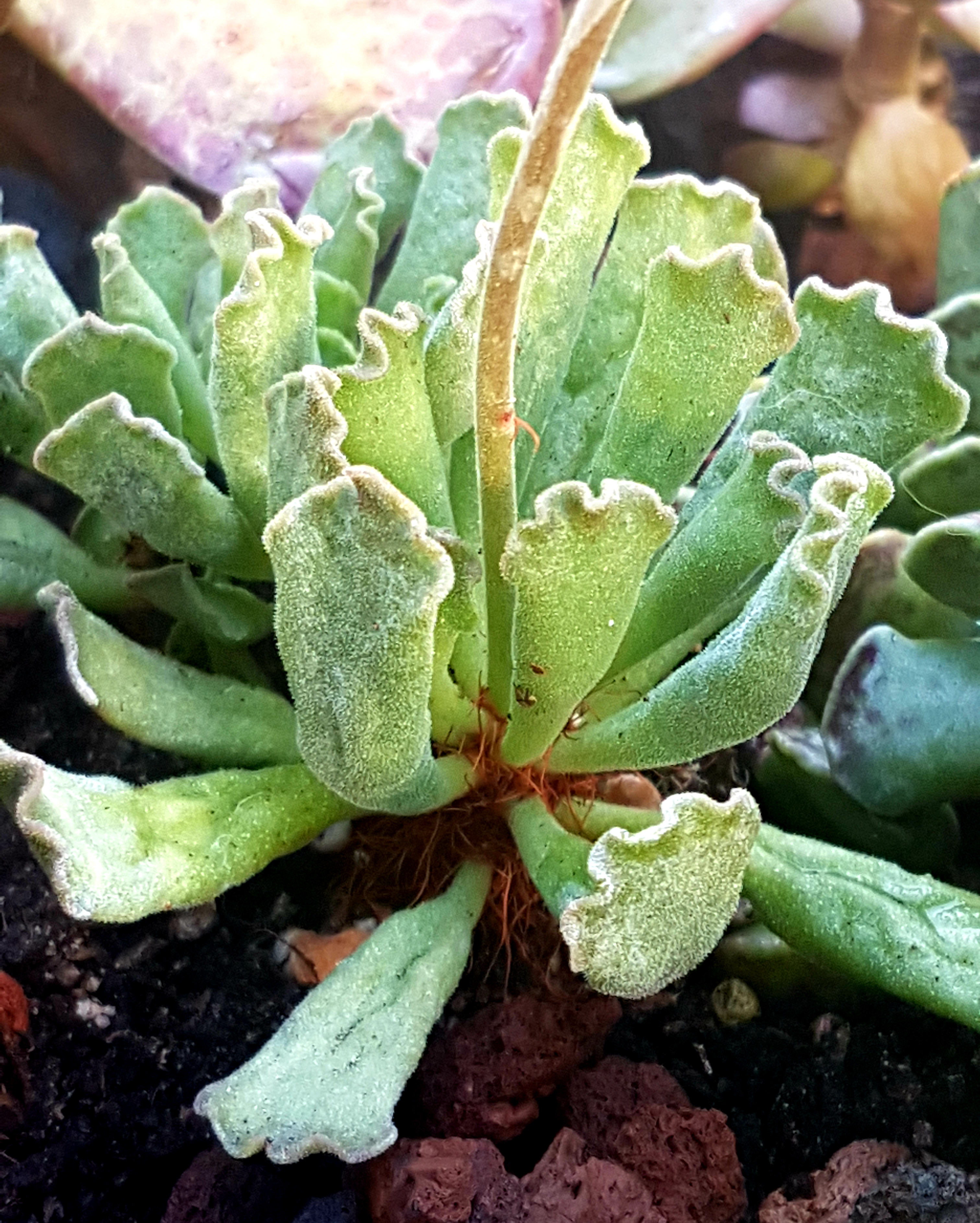
Adromischus cristatus
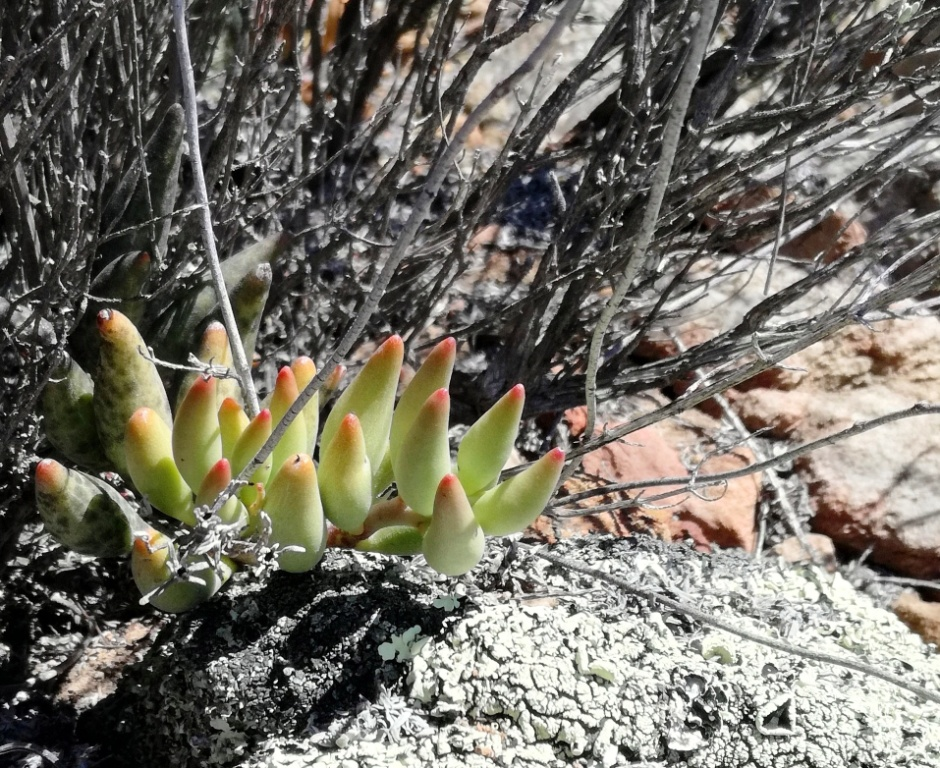
Adromischus filicaulis
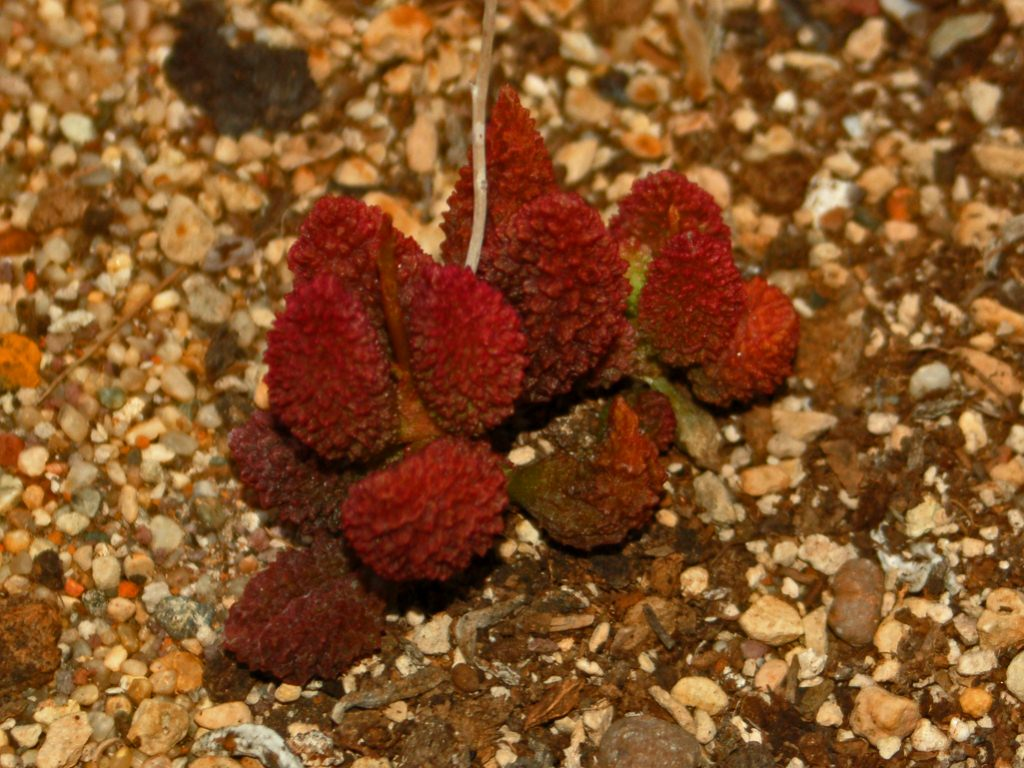
Adromischus marianae
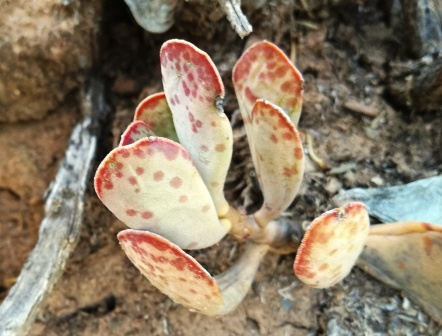
Adromischus triflorus
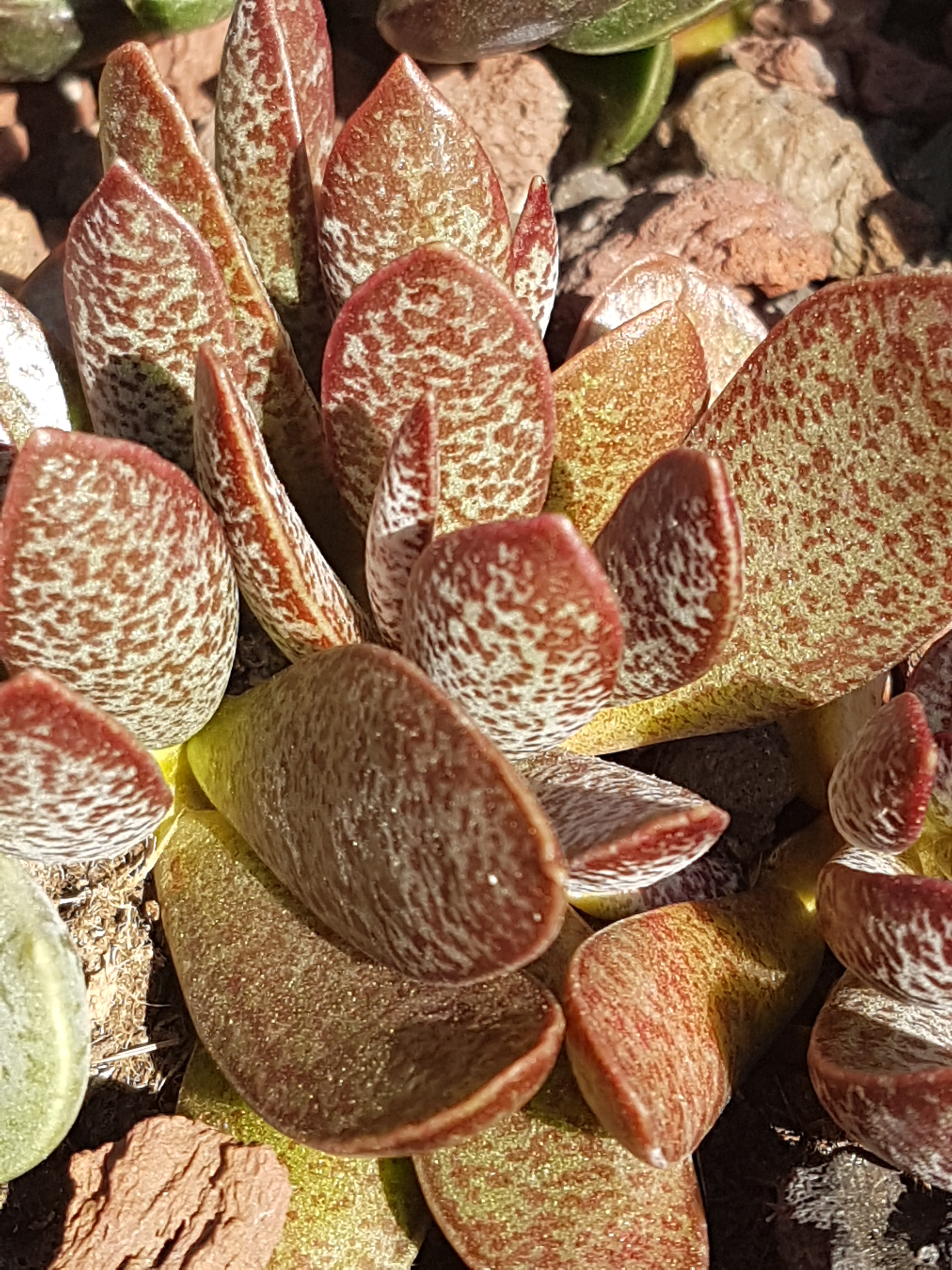
Adromischus trigynus